# Grand Prix de Plumelec 1982
Il Grand Prix de Plumelec 1982, ottava edizione della corsa, si svolse il 30 maggio su un percorso di 181 km, con partenza e arrivo a Plumelec. Fu vinto dal francese Fabien De Vooght della Wolber-Spidel davanti ai suoi connazionali Gilbert Duclos-Lassalle e Robert Alban, vincitore dell'edizione precedente.

## Ordine d'arrivo (Top 10)
| Pos. | Corridore                 | Squadra                | Tempo    |
| ---- | ------------------------- | ---------------------- | -------- |
| 1    | Fabien De Vooght          | Wolber-Spidel          | 4h41'00" |
| 2    | Gilbert Duclos-Lassalle   | Peugeot-Shell-Michelin |          |
| 3    | Robert Alban              | La Redoute-Motobecane  |          |
| 4    | Pierre-Raymond Villemiane | Wolber-Spidel          |          |
| 5    | André Chalmel             | Peugeot-Shell-Michelin |          |
| 6    | Pierre-Henri Mentheour    | Coop-Mercier-Mavic     |          |
| 7    | Jean Chassang             | Wolber-Spidel          |          |
| 8    | Bernard Vallet            | La Redoute-Motobecane  |          |
| 9    | Philippe Leleu            | Wolber-Spidel          |          |
| 10   | Claude Vincendeau         | Wolber-Spidel          |          |